# Dzsati
Dzsati (ḏ3tỉ) ókori egyiptomi herceg volt az IV. dinasztia idején. Hufu fáraó lányának, II. Mereszanh hercegnőnek a fia. Egy királyi expedíció vezetője volt.
Mereszanh első férje Horbaef herceg volt. Mivel Mereszanh királynéi címet is viselt, Horbaef halála után valószínűleg feleségül ment egy uralkodóhoz, Dzsedefréhez vagy Hafréhoz. Dzsati viselte „a király vér szerinti fia” címet, így lehetséges, hogy anyja második házasságából született, de mivel ebben az időben előfordult, hogy a fáraó unokája is viselte ezt a címet, az is lehet, hogy az első házasságból. Két testvére III. Nofretkau és Nebtitepitesz hercegnők.
Sírja a gízai G 7810 masztabasír, melyben ábrázolják feleségét és fiát, Dzsatit is, akit a legidősebb fiaként neveznek meg, így lehet, hogy több fia is volt.